# Dantya benthedi
Dantya benthedi is een mosselkreeftjessoort uit de familie van de Sarsiellidae. De wetenschappelijke naam van de soort is voor het eerst geldig gepubliceerd in 1983 door Kornicker.